# Andréa Parisy

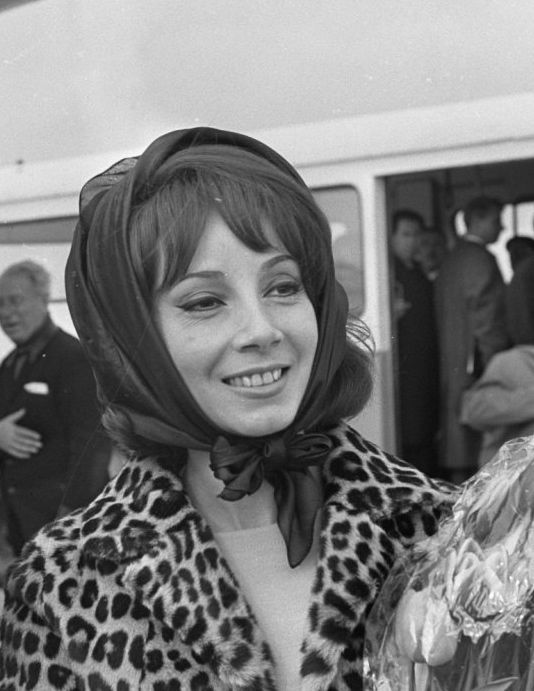
Andrea Parisy en 1967.

Andréa Parisy (a veces acreditada como Andrée Parizy y nacida como Andrée Marcelle Henriette Parisy; Levallois-Perret, 4 de diciembre de 1935-27 de abril de 2014) fue una actriz de cine francesa. Fue conocida por sus papeles en películas como Le Petit Baigneur y Bébés à gogo. También apareció en la película Mayerling (1968), donde interpretó a la princesa Estefanía de Bélgica.

## Muerte
Murió el 27 de abril de 2014, a los 78 años de edad, por causas no reveladas.

## Filmografía selecta
- Escalier de service (1954)
- Le Petit Baigneur (1968)
- La favorita del sultán (1989)